# Fjällslemfiskar
Fjällslemfiskar (Clinidae) är en familj i underordningen slemfisklika fiskar (Blennioidei). Det finns 73 arter i 20 släkten som förekommer i tempererade zoner av Atlantiska oceanen, Indiska oceanen och Stilla havet på båda sidor av ekvatorn. Fyra arter lever i tropiska regioner vid Sydostasien. De föredrar habitat med klippiga kuster och mjuk havsbotten.

## Utseende
Liksom familjen Labrisomidae, som tidigare räknades till fjällslemfiskarna, har dessa djur fjäll på kroppen. Den största arten i familjen, Heterostichus rostratus, blir 60 centimeter lång. Alla andra arter når betydligt mindre kroppslängd.

## Fortplantning
Hos fjällslemfiskarna finns både arter som lägger ägg och arter som föder fullt utvecklade ungar. Hos arter som inte lägger ägg har hannar ett särskilt organ för kopulationen. Larverna kläcks i moderns kropp och efter att de genomgått metamorfosen "föds" färdiga ungdjur.
Andra fjällslemfiskar häftar fast sina ägg på växter med hjälp av klibbiga snören. Till dessa arter räknas Clinitrachus argentatus som förekommer i Medelhavet. Varken äggen eller ungfiskarna vårdas av föräldrarna.

## Släkten
- Blennioclinus
- Blennophis
- Cancelloxus
- Cirrhibarbis
- Climacoporus
- Clinitrachus
- Clinoporus
- Clinus
- Cologrammus
- Cristiceps
- Ericentrus
- Fucomimus
- Gibbonsia
- Heteroclinus
- Heterostichus Girard, 1854
- Muraenoclinus
- Myxodes
- Ophiclinops
- Pavoclinus
- Peronedys
- Ribeiroclinus
- Smithichthys
- Springeratus
- Sticharium
- Xenopoclinus